# Euoplos crenatus
Espèce
Euoplos ornatus est une espèce d'araignées mygalomorphes de la famille des Idiopidae.

## Distribution
Cette espèce est endémique du Queensland en Australie. Elle se rencontre dans le parc national de Gympie.

## Description
Le mâle holotype mesure 24,33 mm et la femelle paratype 27,39 mm.

## Publication originale
- Wilson, Rix, Raven, Schmidt & Hughes, 2019 : Systematics of the palisade trapdoor spiders (Euoplos) of south-eastern Queensland (Araneae: Mygalomorphae: Idiopidae): four new species distinguished by their burrow entrance architecture. Invertebrate Systematics, vol. 33, no 2, p. 253-276.